# 小書きン
小書きの「ン」（𛅧）は小書き片仮名の「ン」であり、日本語で使用される仮名のひとつである。「ん」と発音する。
主に東北地方の方言で「ン」の発音に使用されることが多い。外国語の日本語の表記に用いられたこともあった。

## 𛅧に関わる諸事項
- 2019年3月Unicode 12.0に登録された。
- 平仮名の小書き「ん」も同時に申請したが、Unicode 12.0では片仮名のみ登録されている。